# 제1차 나고르노카라바흐 전쟁
나고르노카라바흐 전쟁은 1988년 2월 20일부터 1994년 5월 16일까지 아제르바이잔 내부에 존재한 비지(enclave)이자 아르메니아인의 민족월경지(ethnic exclave)인 나고르노카라바흐에서 벌어진 전쟁이다.